# Pyrus calleryana
La perera de Callery (Pyrus calleryana) és una espècie d'arbre de la família de les rosàcies nativa de la Xina. El seu nom prové de Joseph-Marie Callery, el missioner que va introduir l'arbre a Europa.

## Descripció

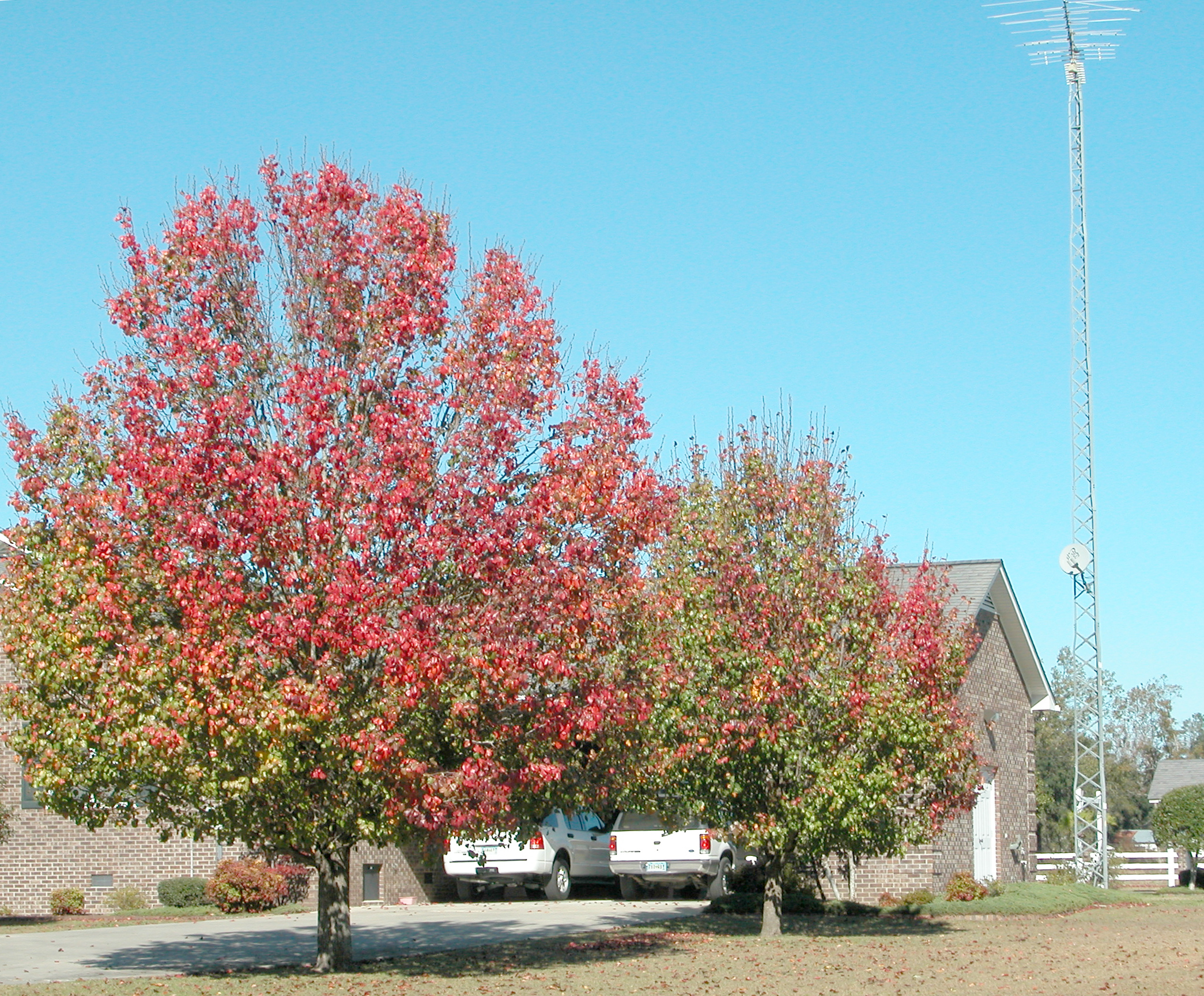
L'arbre a la tardor

És un arbre caducifoli que creix d'uns 15 a 20 m d'alçada, de forma cònica. Les fulles són ovalades, de 4 a 7 cm de llarg, de color verd fosc al feix i verd clar al revers. Les flors es desclouen al començament de la primavera abans de les fulles, i són blanques, amb cinc pètals, i mesuren de 2 a 3 cm de diàmetre.
El fruit és menor d'1 cm de diàmetre, dur, abans d'estovar-se després de glaçades, moment en què són aliment per als ocells, que dispersen les llavors mitjançant els seus excrements. A l'estiu, el fullatge és verd fosc, i a la tardor generalment les fulles es tornen de tons brillants, des de groc i taronja fins al vermell, rosa, morat i bronze. A vegades, aquests colors apareixen alhora en una sola fulla. En certes ocasions, el canvi de color ocorre ben entrada la tardor, i fins i tot una gelada primerenca pot fer cessar el canvi i produir una caiguda prematura del fullam. Aquest arbre és resistent a plagues. Pot ser danyat més fàcilment per tempestes i forts vents que no pas per malalties.

## Cultiu
És molt comú veure'l plantat a Amèrica del nord com a arbre ornamental, molt freqüent en barris suburbans. És tolerant a diferents tipus de substrat, nivells de drenatge i acidesa del sòl. La forma de la copa va des d'ovalada a el·líptica. La simetria de moltes varietats li permet ser emprat en jardineria formal, com ara parcs empresarials o parcs industrials. Generalment s'empra pel seu valor decoratiu, també potenciat pel fet que els seus fruits atrauen els ocells. Se'ls valora pel canvi de color espectacular a la tardor.

A Barcelona es fa servir la subespècie Chanticleer com a arbre d'alineació en carrers estrets o en parcs i jardins petits.
L'ús ornamental de l'arbre ha rebut crítiques pels ciutadans per la forta olor que desprenen en l'època de floració, que ha sigut comparada amb la del peix podrit, vòmit o esperma.

## Espècie invasora
Pot arribar a ser una espècie invasora en molts llocs, doncs desplaçar espècies autòctones menys resistents o amb menor capacitat d'expansió. Les plantes de planter sovint difereixen de les varietats seleccionades en el fet que tenen una conformació més irregular, i també densament dotades d'espines. A la revista botànica Castanea es va inventariar l'espècie a 152 comtats a vint-i-cinc estats nord-americans.